# Янинско въстание
Въстанието в Янина или Епирското въстание е антиосманско въстание, организирано от владиката Дионисий Философ през 1611 година.
То се предхожда от по-раншна бунтовна дейност на владиката на Лариска и Тирнавска епархия, който организира през 1600 г. въстание в Тесалия. Дионисий има голямо влияние в Янина  и Теспротия.
На 10 септември 1611 г. тълпа въоръжени селяни, предвождани от Дионисий, влиза в Янаина и подпалва къщата на Осман паша, при която акция изгарят много хора, а имуществото на пашата е разграбено. Пашата със съпругата си скачат от прозорец и се спасяват. Според легендата Дионисий е одран жив, а кожата му напълнена със слама и изпратена в Константинопол за назидание.
Дионисий получава обещания за подкрепа от Венецианската република, Папската държава и Испания. През 1613 г. половината християнски жители на Янина са изселени от укрепения град в предградията, а през 1618 г. и друга немалка част. В града остават да живеят само мюсюлмани и евреи, църквите са конфискувани и обърнати в джамии. През 1618 г. на мястото на най-старата църква е издигната голямата Аслан паша джамия (днес Етнографски музей на Янина). През 1635 г. цялото християнско население на Янина е принудено или да приеме исляма или да загуби имуществото си.